# Lothar König (Jesuit)
Lothar König SJ (* 3. Januar 1906 in Stuttgart; † 5. Mai 1946 in München) war ein deutscher Jesuit und Widerstandskämpfer gegen den Nationalsozialismus.

## Jugend und jesuitische Ausbildung
Lothar König wurde am 3. Januar 1906 als Sohn des Kaufmanns Paul König und dessen Frau Elisabeth in Stuttgart geboren. Der Vater fiel am 28. August 1914 bei Wettolsheim, Elsass, woraufhin König Wilhelm II. von Württemberg für den Achtjährigen die Ehrenpatenschaft übernahm. Er besuchte von 1915 bis 1924 die Friedrich-Eugen-Oberrealschule in Stuttgart. 1919 schloss er sich der katholischen Jugendbewegung Bund Neudeutschland an, einer Gründung des Jesuiten Ludwig Esch. Von 1922 bis 1924 war König Gaugraf des Bundes. Im Sommersemester 1924 studierte er an der Ludwig-Maximilians-Universität München (LMU) in München Naturwissenschaften.
König trat am 15. September 1924 in den Jesuitenorden ein. Nach seinem Noviziat in Tisis in Vorarlberg studierte er von 1926 bis 1929 scholastische Philosophie am Berchmanskolleg in Pullach und von 1929 bis 1933 Naturwissenschaften an der LMU. Nach Staats- und Assessorexamen folgte das Theologiestudium (1934–1938) im niederländischen Valkenburg und an der Philosophisch-Theologischen Hochschule Sankt Georgen in Frankfurt am Main. Daneben promovierte er 1935 an der LMU in Philosophie mit dem Thema Die Deutschtumsinsel an der Wolga. Ein Beitrag zur länderkundlichen Darstellung der deutschen Wolgakolonie und der natürlichen Grundlage ihrer Wirtschaft (Leipzig 1937).
Am 26. Juli 1936 wurde P. Lothar König von Kardinal Michael von Faulhaber in der Münchner Jesuitenkirche St. Michael zum Priester geweiht. Ab September 1939 war er im Berchmanskolleg, das als universitäre Einrichtung Promotionsrecht besaß, Professor für Kosmologie.

## Verantwortlich für das Berchmannskolleg

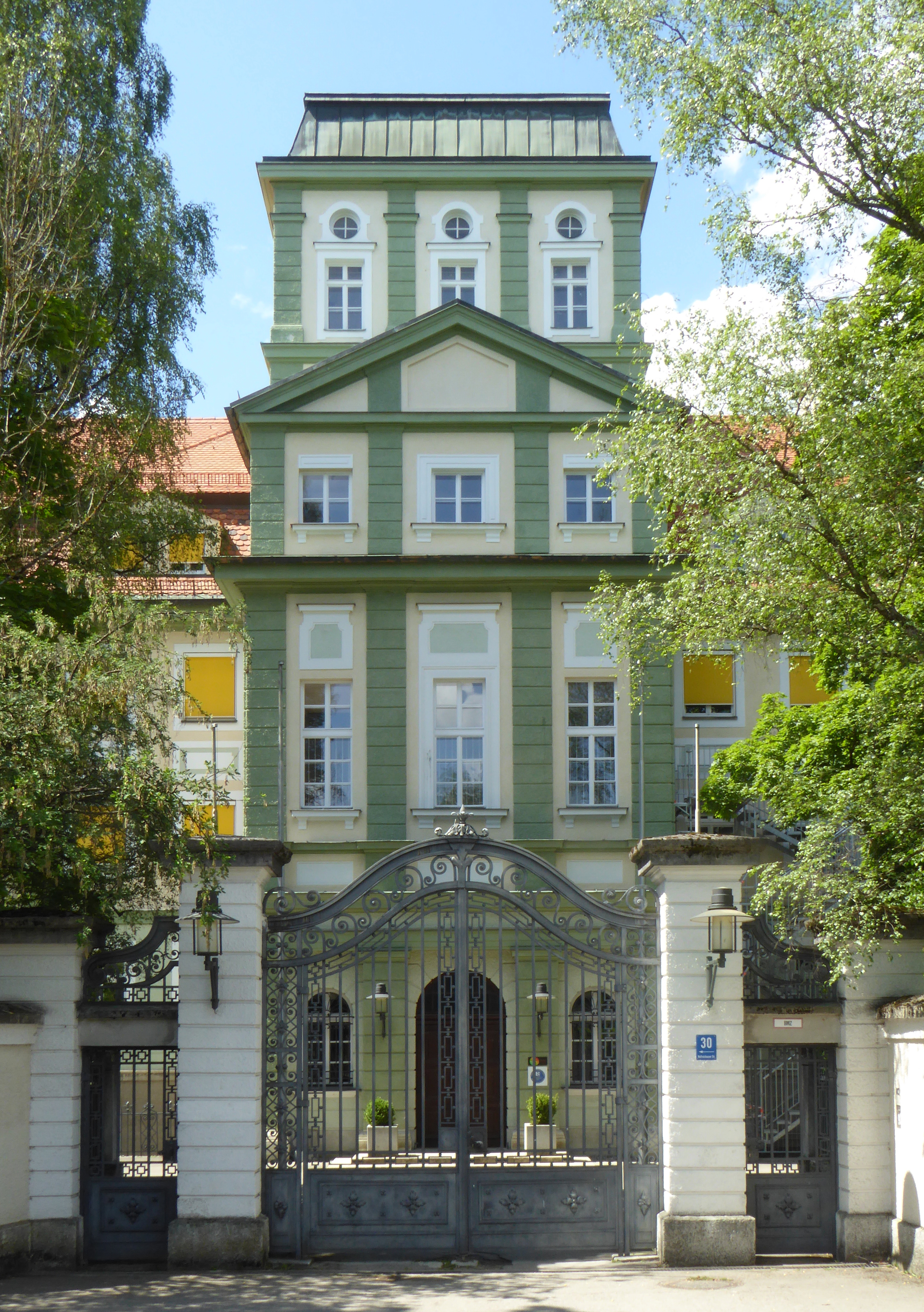
Turmrisalit des Berchmannskollegs, heute Pater-Rupert-Mayer-Gymnasium Pullach.

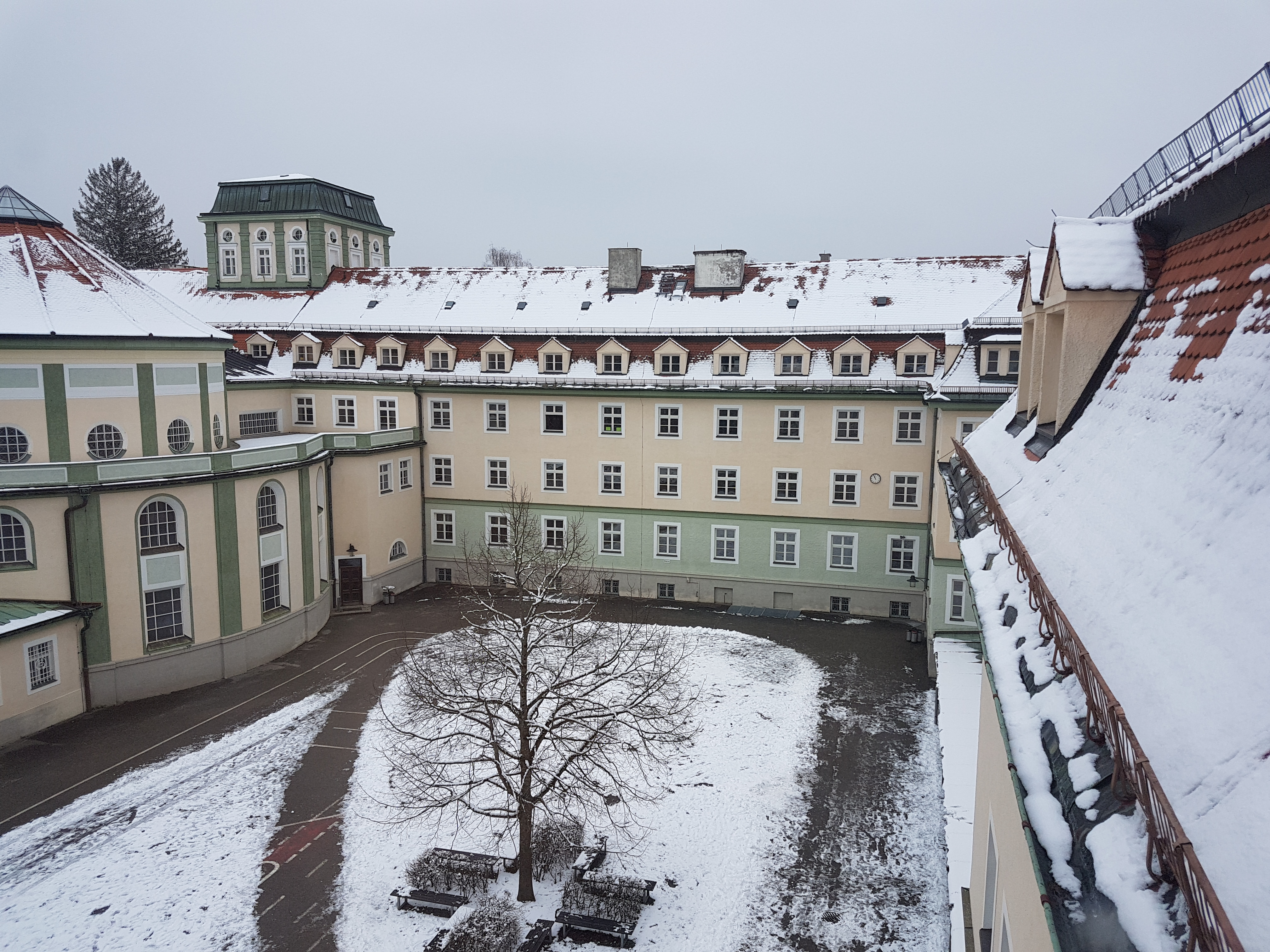
Blick auf den Innenhof, rechts der Südflügel, links die Kapelle als Rundbau im neoromanischen Stil.

Das Berchmannskolleg beherbergte in den Jahren 1937–39 aus den drei deutschen Ordensprovinzen 170 Novizen zur philosophisch-theologischen Ausbildung. Mitte 1939 war P. König vom Ordensprovinzial P. Augustin Rösch zu dessen Bevollmächtigten für das Kolleg ernannt worden. In dieser Aufgabe führte er in den folgenden Jahren die Verhandlungen mit Dienststellen von Partei und Wehrmacht, die das Gebäude für sich beanspruchten. Am 28. August 1939, zwei Tage nach der Mobilmachung, beschlagnahmte vorsorglich das Stellvertretende Generalkommando des VII Armeekorps (München) das geräumige Gebäude als Ausweichunterkunft. Hieraus entwickelte sich ein Streit zwischen Wehrmacht und NSDAP, welche die attraktiven Baulichkeiten in die Hände bekommen wollte. In dieser Lage gelang es P. König, unterstützt durch das Generalkommando, das Kolleg der Wehrmacht als Reservelazarett mit 338 Betten zu vermieten. Während die jesuitischen Internatsschulen Stella Matutina, Feldkirch und Kolleg St. Blasien, das Exerzitien- und Noviziatshaus in Tisis bei Feldkirch und das Exerzitienhaus Rottmannshöhe [am Starnberger See] zwangsweise aufgelöst waren, die Zeitschrift sowie das Verlagsgebäude Stimmen der Zeit hatten zwangsverkauft werden müssen, blieb so durch P. Königs Verhandlungen das Berchmanskolleg dem Orden als teilweise vermietet erhalten. Die Jesuiten konnten die Baulichkeiten weiterhin als Wohnung und geistiges Zentrum nutzen. Sie brauchten dies auch, weil seit Sommer 1941 auf Anordnung Hitlers rund 400 Mitbrüder aus der Wehrmacht zwangsweise entlassen worden waren und Unterbringung benötigten. Darüber hinaus stand das Haus den jesuitischen Aktivitäten im Widerstand gegen den Nationalsozialismus weiterhin zur Verfügung.

## Widerstand gegen den Nationalsozialismus

### Im Ausschuss für Ordensangelegenheiten
Lothar König und der Dominikanerpater Odilo Braun setzten am 9. August 1941 beim Vorsitzenden der Fuldaer Bischofskonferenz, dem Breslauer Kardinal Adolf Bertram, in einer Audienz die Anerkennung des Ausschusses für Ordensangelegenheiten durch. Ihm gehörten als weitere Ordensangehörige die Patres Augustin Rösch SJ und Laurentius Siemer OP an. Weitere Mitglieder waren der Jurist Georg Angermaier als Vertreter der Laien sowie fünf Diözesanbischöfe der Fuldaer Bischofskonferenz: Konrad Kardinal von Preysing (München), Erzbischof Wilhelm Berning  (Osnabrück), Erzbischof Conrad Gröber (Freiburg), Bischof Johann Baptist Dietz (Fulda) und Bischof Landersdorfer (Passau). Der Ausschuss war als Reaktion auf die Enteignung von Klöstern im nationalsozialistischen Klostersturm gebildet worden. Seine Mitglieder setzten sich auch dafür ein, die deutschen Bischöfe zu einer kirchenpolitisch härteren Haltung gegen den Nationalsozialismus zu bewegen. Der Ausschuss entwarf zwischen 1941 und 1943 drei Hirtenbriefe bzw. war an deren Entwürfen beteiligt. Den Menschenrechtshirtenbrief vom November 1941 entwarfen die Mitglieder mit und setzten ihn auch bei den 24 Bischöfen des Reiches durch. Zur Zustimmung der Bischöfe waren König und Odilo Braun als Legaten des Kardinals von Faulhaber durch die Diözesen gereist. Das Projekt war schließlich aber an der Bischofskonferenz gescheitert. Dazu beigetragen hat vermutlich die Deutlichkeit, die Königs Überarbeitung in die Texte gebracht hat: 

„Bei uns verbietet der Staat althergebrachte Gebräuche und die Feier alter kirchlicher Feste. Selbst in das Heiligtum des Gotteshauses hat die Geheime Staatspolizei eingegriffen. Sie hat in Teilen des Reiches Kinderseelsorgestunden sogar in der Kirche verboten, und Geistliche für die Abhaltung von Kinder- und Jugendgottesdiensten verhaftet. ... Wir verwahren uns gegen den Vorwurf, jetzt während des Krieges dem Volk in den Rücken zu fallen. Durch diese doppelte Unterstellung sucht man unsere Worte an euch zu entwerten. Wir sind angegriffen und handeln in Notwehr. Volksschädling ist der Angreifer, der mitten im äußeren Krieg die höchsten Güter des Volkes trotz aller Warnung und aufsteigender Unruhe frevelnd vernichtet und von dieser Verblendung nicht ablässt. Wir verwahren uns gegen jeden Missbrauch unserer Worte durch die Feinde unseres Volkes“

 Es folgte der Hirtenbrief vom Passionssonntag 1942 und schließlich der Dekalog-Hirtenbrief Die Zehn Gebote als Lebensgesetz der Völker vom 12. September 1943.

### Rettung der 24 kontemplativen Klöster des Elsasses und Lothringens
Im Jahre 1940 fanden auf Befehl Heinrich Himmlers in den Ländern des Altreichs umfangreiche Beschlagnahmungen kirchlichen Kloster- und Gebäudebesitzes statt. Sie wurden durch die Himmler unterstellte Volksdeutsche Mittelstelle durchgeführt, um Raum zu schaffen für umgesiedelte Volksdeutsche. Auf einen Geheimerlass vom 13. Januar 1941 des Reichsleiters  und Leiters der Partei-Kanzlei der NSDAP Martin Bormann hin folgte eine zweite, noch schärfere Welle des Klostersturms. Insgesamt fielen dem Klostersturm rund 300 Klöster und kirchliche Einrichtungen zum Opfer. Der Münsteraner Kardinal Clemens August Graf von Galen wies in seiner Predigt vom 20. Juli 1941 (Überwasserkirchenpredigt) auf die Beschlagnahme der Klöster hin und berichtete den Gläubigen seiner Diözese, dass er vergeblich bei Regierungspräsidium und Reichskanzlei protestiert habe. Von Galens Predigt und die vom NS-Regime registrierte Empörung in der Bevölkerung hatte in der Folge aber bewirkt, dass Hitler am 30. Juli 1941 weitere Enteignungen verbot.
Ungeachtet dessen versuchte zwei Jahre später der Reichsschatzmeister, SS-Oberstgruppenführer Franz Xaver Schwarz (München), die 28 kontemplativen Klöster des Elsasses und Lothringens in Parteibesitz zu bekommen. Hintergrund war vermutlich u. a., dass diese Klöster mit ihren Mutterklöstern in Frankreich verbunden waren und so ein starkes französisches Element im Elsass bildeten, das als CdZ-Gebiet unter reichsdeutscher Zivilverwaltung stand und dem NSDAP-Gau Baden-Elsass angeschlossen war. Von diesem Vorhaben erfuhr P. Augustin Rösch am 12. Juni 1943 bei einem durch den Chirurgen Max Lebsche organisierten Geheimtreffen in dessen Klinik mit dem Münchner Stadtpfarrer Emil Muhler. Muhler zeigte den zweieinhalb Seiten langen Geheimbefehl Bormanns aus der NSDAP-Kanzlei, den ihm eine Sekretärin der Reichsschatzmeisterei vertraulich in Kopie übergeben hatte. Die Aktion solle in der Nacht vom 10. auf den 11. Juli 1943 ablaufen. Rösch und P. König fuhren mit dem Nachtschnellzug nach Karlsruhe, von dort nach Straßburg, wo sie 24.00 Uhr ankamen. Sie erreichten dort aber nur einen Krankenhauspfarrer, der eine resignierende Haltung einnahm. Daraufhin fuhren die beiden Jesuiten nach Freiburg zu Erzbischof Gröber. Gemeinsam beschloss man, die Geheimhaltung der Aktion zu sabotieren. Erzbischof Gröber versandte Protesttelegramme an Hitler, Martin Bormann, Heinrich Himmler, das Reichssicherheitshauptamt, die Gestapoleitstellen Berlin, München, Straßburg, Karlsruhe, Metz und an den Gauleiter des Gaues Baden-Elsass, Robert Wagner. Dies führte zu einer solchen Verwirrung unter den Dienststellen, dass der Klostersturm im Elsass unterblieb. Die jesuitischen Akteure waren dabei ein hohes Risiko eingegangen. Dennoch blieb die Aktion den Machthabern nicht verborgen: Einer der Anklagepunkte vor dem Volksgerichtshof gegen Augustin Rösch betraf die „Verhinderung des bereits bis ins einzelnste angeordneten totalen Klostersturms in Elsass-Lothringen“.

### Kenntnis des Vatikans über die Vernichtungslager
Am 14. Dezember 1942 benachrichtigte König Robert Leiber, den Privatsekretär des Papstes Pius XII, dass in „Rawa Russka“ [eine vom Vernichtungslager Belzec 22 km entfernte Kleinstadt] „mit seinem SS-Hochofen“ täglich bis zu 6000 Polen und Juden ermordet werden, und bekräftigte in dem Schreiben auch einen anderen (bisher, 2023, im Archiv des Vatikans nicht aufgefundenen) Bericht auch über das Vernichtungslager Auschwitz.

### Die Totenlisten aus dem KZ Dachau
Vermutlich Ende August 1942 kam P. Lothar König in den Besitz von Negativfilmen, die Listen von im Konzentrationslager Dachau verstorbenen Personen abbildeten. Er bat zwei Fratres, diese Negative an die Wand zu projizieren, abzuschreiben und die Namen von verstorbenen Priestern besonders zu vermerken. Es ist unbekannt, wie König in den Besitz der Filme bzw. der Listen kam. Nach einer Theorie habe er sie von der Oberfinanzdirektion München erhalten, welcher sie wiederum vom Sonderstandesamt Dachau II wegen Steuerangelegenheiten überlassen worden seien. Allerdings beginnen die Todeslisten des Standesamtes Dachau II erst mit dem 1. Juni 1941, während die Auflistungen der Filmnegative auch die Jahre 1939 und 1940 umfassen. Möglicherweise beinhalteten die Listen auch die vom Standesamt Dachau von 1939 bis 1941 registrierten Toten. Eine zweite Theorie, nach welcher P. Lothar sich in die Lagerverwaltung eingeschmuggelt und dort die Listen nachts abfotografiert habe, wird wenig Glauben geschenkt. Es bleibt also offen, woher P. König die Filme erlangt hatte.
Es waren aufgelistet für 1939 139 Namen, für 1940 1789, für 1941 2622, für 1942 5136, für 1943 (1. Halbjahr) 827. Ein Höchststand mit 567 Toten ist für November 1942 angegeben. Unter diesen Toten des Novembers waren 39 Priester, 32 aus Polen, einer aus dem Protektorat, zwei Niederländer, zwei Deutsche und ein Litauer. Ergänzt um Zeugenberichte über die dort herrschenden Bedingungen wurden die Listen der Bischofskonferenz und per Kurier dem Ordensgeneral in Rom übergeben.

### Pläne des Pullacher Führerbunkers
Auf unbekanntem Wege kam P. König in den Besitz der streng geheimen Baupläne des in Pullach erbauten Führerbunkers „Siegfried“. Angeblich habe er sie von der Gemeindeverwaltung Pullach erhalten. Anlass sei ein Abwasserproblem zwischen der Reichssiedlung Rudolf Heß und dem Berchmannskolleg gewesen. P. König gab die Pläne an Josef Müller (Politiker, 1898) weiter, bei dessen Verhaftung und Hausdurchsuchung sie am 5. April 1943 entdeckt wurden. Josef Müller hatte zuvor noch den Generalmajor Hans Oster informiert, der darum bat, dass Müller den Plan nach Berlin bringen möge. Möglicherweise könne er bei einem Attentat gegen Hitler nützlich sein.
Die Gestapo verhörte P. Augustin Rösch und P. König, die sich aber auf die Abwasserproblematik zurückzogen. Osters Einbeziehung war unbekannt geblieben.

### Im Kreisauer Kreis
im Jahre 1971 zog das Berchmannskolleg vom ursprünglichen Kollegsgebäude in Pullach in die Münchner Kaulbachstraße. Dabei entdeckte man im Tresor eine etwa 300 Seiten umfassende Dokumentensammlung, P. Lothar Königs Dossier Kreisauer Kreis. P. König hatte sie P. Josef Baumann anvertraut, der sie in den Räumen der St. Michaelskirche versteckte. Noch vor seinem Tode sorgte P. König dafür, dass das Dossier wieder sicher im Tresor des Berchmannskollegs verwahrt war.
Das Dossier ist von zeitgeschichtlich hohem Wert, weil es in den verschiedenen Entwürfen die gedankliche Entwicklung im Kreis nachvollziehen lässt. Zugleich ist die Rolle P. Königs erkennbar, der nicht nur unermüdlich als Kurier zwischen München und Berlin die Kommunikation aufrechterhielt, sondern auch organisatorisch und konzeptionell mitarbeitete. P. König nahm an keiner der drei Kreisauer Sitzungen teil, doch dürfte er bei einer vierten Zusammenkunft im September 1943 in der Pestkapelle von St. Michael ebenso zugegen gewesen sein wie im Frühjahr 1943 bei drei Besprechungen im Pfarrhaus von St. Georg, Bogenhausen. Als Geograph war er an den Planungen für eine Neugliederung Deutschlands beteiligt. Zusammen mit P. Rösch, der die jesuitischen Aktivitäten im Kreis leitete, und P. Alfred Delp, den Rösch als Vertreter des Ordens in den Kreis entsandt hatte, bildete P. König den „Münchner Zweig des Kreisauer Kreises“, wie es die Kaltenbrunner Berichte in der Folge des Attentats vom 20. Juli 1944 festhielten. Während P. Rösch ein Attentat entschieden ablehnte und im Sommer 1943 seinen Mitbrüdern die Weiterarbeit an den Aufbauplänen für einen neuen Staat verbot, rechnete Helmuth James Graf von Moltke die Patres Delp und König zu den Attentatsbefürwortern.

„Roman Bleistein: Gerade die schriftlichen Zeugnisse aus dem Ausschuss für Ordensangelegenheiten und aus dem Kreisauer Kreis, die sich mit den Menschenrechten und dem Naturrecht befassen, beweisen, dass die risikoreiche Konfrontation mit dem Nationalsozialismus sich aus dem grundsätzlichen Dissens über die Menschenrechte ergab, und dass die "Neuordnung" (Kreisauer Kreis) ihre Prinzipien aus einer christlich begründeten Humanität bezog, die Unrecht, Unfreiheit und Unwahrheit diametral entgegengesetzt war. Es ging um die Ehre des Menschen. Darin kämpfte Lothar König für die Ehre Gottes.“

## Flucht und Tod
Nach der Verhaftung von Helmuth Graf Moltke am 19. Januar 1944 hielt P. König weiter über Peter Graf Yorck von Wartenburg Kontakt zu den Kreisauern. Über P. Franz von Tattenbach  informierte er P. Alfred Delp über dessen drohende Verhaftung; sie erfolgte am 28. Juli 1944. In der zweiten Hälfte des August 1944 stießen die Verfolgungsbehörden auf die Beteiligung weiterer Jesuiten am Kreisauer Kreis. Provinzial P. Rösch befahl deshalb P. König, unterzutauchen. Am 19. August 1944 durchsuchte die Gestapo P. Königs Zimmer im Berchmannskolleg. Es gelang ihm, kurz zuvor das Haus noch zu verlassen. P. König hielt sich daraufhin zunächst in einer geheimen Unterkunft in der Nähe des Starnberger Sees auf. Die Gestapo gab am 30. September 1944 eine Sonderausgabe zum Deutschen Kriminalpolizeiblatt eine Fahndungsausschreibung an alle deutschen Dienststellen heraus; es hing auch an allen Bahnhöfen aus:

„Seit dem 18. bzw. seit dem 25. August (P. Rösch) sind wegen Beteiligung an den Ereignissen am 20. 7.44 aus München flüchtig: Augustin Rösch,..... König, Lothar, Dr. bio. Studienprofessor, Jesuitenpater, 3.3.06, Stuttgart, Reichsangehöriger, zuletzt wohnhaft Jesuitenniederlassung Berchmannskolleg, München-Pullach. Flüchtig seit 19.8. 44. Angebliches Reiseziel Berlin. Beschreibung: .... In beiden Fällen ist auf vorbereitete, planmäßige Flucht zu schließen. Es ist anzunehmen, dass sie sich noch innerhalb der Reichsgrenzen aufhalten, entweder in Klöstern oder bei kirchlich gebundenen Personen Unterschlupf gefunden haben. Bei Ergreifung absolut sichere Überstellung an das RSHA Berlin zum Aktz. IV A 4a.-sond.- und Mitteilung an die Staatspolizeidienststelle München. R. und K. sind hierunter abgebildet. Energische Fahndung. Festnahme!.“

 Anstelle von P. König nahm die Gestapo P. Franz Xaver Spitzauer als Geisel in Haft, der bis März 1945 im KZ Dachau eingesperrt war, bis er schwer erkrankt schließlich in das Schwabinger Krankenhaus kam. Beide Schwestern P. Königs wurden festgenommen. Ingeborg König saß bis zum 5. April 1945 im Frauengefängnis Bad Cannstatt ein.
In der Nacht vom 30. zum 31. Januar 1945 übersiedelte P. König heimlich zurück ins Berchmannskolleg, wo er sich 80 Tage lang im Kohlenkeller versteckt hielt und von Frater Max Manall SJ versorgt wurde. Auf einem Heuwagen versteckt brachte man ihn wenige Tage vor der Befreiung durch amerikanische Truppen (1. Mai 1945) nochmals in sein altes Versteck. Am 3. Mai kam er in das Berchmanskolleg zurück und übernahm wieder seine Aufgaben. Unter anderem sorgte er dafür, dass das Kolleg St. Blasien wieder aufgemacht werden konnte.
In den 254 Tagen im Untergrund war seine Erkrankung wieder aufgebrochen. Er litt an einer Krebserkrankung zwischen Luftröhre und Herz. Im April 1942 war er in einem Krankenhaus strahlentherapeutisch behandelt worden, worauf er, so Rösch, sehr gut angesprochen habe. Seine Tätigkeit im Widerstand hatte unter diesen erschwerten Bedingungen stattgefunden. Im Untergrund konnte er aber nicht die nötige ärztliche Hilfe erhalten. An den Folgen der Krankheit verstarb P. Lothar König am 5. Mai 1946.